# Еммет (округ, Айова)
Шаблон:StateAbbr_ 43°22′38″ пн. ш. 94°40′39″ зх. д. / 43.377222222222° пн. ш. 94.6775° зх. д.
Округ  Еммет (англ. Emmet County) — округ (графство) у штаті  Айова, США. Ідентифікатор округу 19063.

## Історія
Округ утворений 1851 року.

## Демографія
За даними перепису 
2000 року 
загальне населення округу становило 11027 осіб, зокрема міського населення було 6554, а сільського — 4473.
Серед мешканців округу чоловіків було 5355, а жінок — 5672. В окрузі було 4450 домогосподарств, 2909 родин, які мешкали в 4889 будинках.
Середній розмір родини становив 2,93.
Віковий розподіл населення поданий у таблиці:
| Стать    | До 15 років | 15-21 | 22-29 | 30-39 | 40-49 | 50-65 | 65-85 | Понад 85 |
| -------- | ----------- | ----- | ----- | ----- | ----- | ----- | ----- | -------- |
| Чоловіки | 1055        | 694   | 491   | 631   | 819   | 844   | 712   | 109      |
| Жінки    | 1008        | 661   | 433   | 602   | 805   | 849   | 1053  | 261      |

## Суміжні округи
- Мартін, Міннесота — північний схід
- Кошут — схід
- Пало-Альто — південь
- Дікінсон — захід
- Джексон, Міннесота — північний захід

## Виноски
1. ↑  U.S. Decennial Census. United States Census Bureau. Архів оригіналу за 12 травня 2015. Процитовано 16 липня 2014.
2. ↑  Historical Census Browser. University of Virginia Library. Архів оригіналу за 11 серпня 2012. Процитовано 16 липня 2014.
3. ↑  Population of Counties by Decennial Census: 1900 to 1990. United States Census Bureau. Архів оригіналу за 22 квітня 2014. Процитовано 16 липня 2014.
4. ↑  Census 2000 PHC-T-4. Ranking Tables for Counties: 1990 and 2000 (PDF). United States Census Bureau. Архів оригіналу (PDF) за 18 грудня 2014. Процитовано 16 липня 2014.
5. ↑  State & County QuickFacts. United States Census Bureau. Архів оригіналу за 7 червня 2011. Процитовано 16 липня 2014.(англ.) Наведено за англійською вікіпедією.
6. ↑  American FactFinder. Бюро перепису населення США. Архів оригіналу за 21 травня 2008. Процитовано 31 січня 2008.

| США | Це незавершена стаття з географії США. Ви можете допомогти проєкту, виправивши або дописавши її. |